# دبیران
دبیران (به نام پیشین: دوبرّان) شهری در جنوب شرقی استان فارس و از توابع بخش مرکزی شهرستان زرین‌دشت است. این شهر در فاصله ۲۷۰ کیلومتری شیراز واقع شده که در تلاقی مرزهای شهرستان‌های داراب، فسا، جهرم و لار می باشد

## جمعیت
بر اساس سرشماری ۱۳۹۵ این شهر ۱۷٬۸۰۹ نفر جمعیت دارد، که اکثریت آن عرب زبانان و فارس هستند (عرب: جباره، ایل شیری) و (فارس: دره شوری و لاری).

## وجه تسمیه
هسته اولیه شکل‌گیری شهر دبیران مربوط به ابتدای دهه نخست ۱۳۰۰ هجری شمسی است که برخی از خانواده‌های عشایر کوچ نشین، سکونت و یکجانشین را در دشت دوبران برگزیدند و اولین خانه‌ها را در مکان فعلی شهر دبیران بنا کردند. پیش از شکل‌گیری روستای دوبران، شاه علمدار مهم‌ترین آبادی در منطقه بوده است. برخی از مردم عشایر در کنار امامزاده شاه علمدار در ۸ کیلومتری جنوب دبیران کنونی در دامنه کوه نمک استقرار داشتند.
وجه تسمیه دوبران متفاوت بیان شده است. برخی معتقدند وجود مراتع غنی و آب و هوای مساعد در دشت و دامنه‌های اطراف دوبران باعث شده بود تا دامها و گوسفندان دو دفعه یا دو بار در سال برون (به معنای پشم چینی و زایمان) داشته باشند که بر این اساس این مکان را دوبران نامیدند. البته روایت دیگری نیز وجود دارد که وجود رودخانه فصلی که از مرکز شهر عبور می‌کند، باعث دو بر (دو طرف) شده است که بر اساس آن این مکان را دوبران نامیده‌اند. البته برخی معتقدند که نام دوبران برگرفته از نام قنات دوبران است که پیش از شکل‌گیری آبادی دوبران روی قنات بوده است.
نام دبیران جدید است. از تیرماه ۱۳۸۴ و بنا به تصویب هیئت وزیران روستای دوبران به شهر تبدیل شد و نام جدید آن را دبیران نام نهادند. لازم است ذکر شود که پیش از آن، هیئت وزیران در سال ۱۳۷۱ با تصویب تغییرات تقسیمات کشور در منطقه، دهستان دشت خاک به مرکزیت دوبران را دهستان دبیران نام نهاده بودند.

## ویژگی‌های طبیعی
این شهر در ۲۸ درجه ۲۴ دقیقه عرض شمالی و ۵۴ درجه و ۱۱ دقیقه طول شرقی و در ارتفاع ۱۱۷۰ متر از سطح دریا قرار دارد.

به دلیل قرارگیری در عرضهای پایین جغرافیایی و فعالیت پرفشار جنب حاره و به دلیل دوری از منابع رطوبت، دارای آب و هوای گرم و نیمه خشک است. با این شرایط میانگین بارش سالانه از ۲۰۰ میلی‌متر تجاوز نمی‌کند.
در این شهر بیشینه دما ۴۵ درجه در تیر و مرداد ماه و کمینه دما ۵ درجه زیر صفر در اوایل دی ماه می‌باشد. تابستان‌های بسیار گرم و زمستان‌های سوزناک و خشک از ویژگی‌های آب و هوایی این دیار است.
ساختار زمین‌شناسی شهر دبیران و اطراف آن عمدتاً مربوط به دوران دوم و سوم زمین‌شناسی به ویژه متأثر از گروه فارس (میشان و آسماری جهرم) و هرمز می‌باشد. معدن نمک (کوه نمک) در نزدیکی امامزاده شاه عملدار با ذخیره قطعی ۸۰۰ هزار تن، در ۱۰ کیلومتری جنوب دبیران و همچنین معدن گچ دشت خاک تنها منابع معدنی این شهر است.

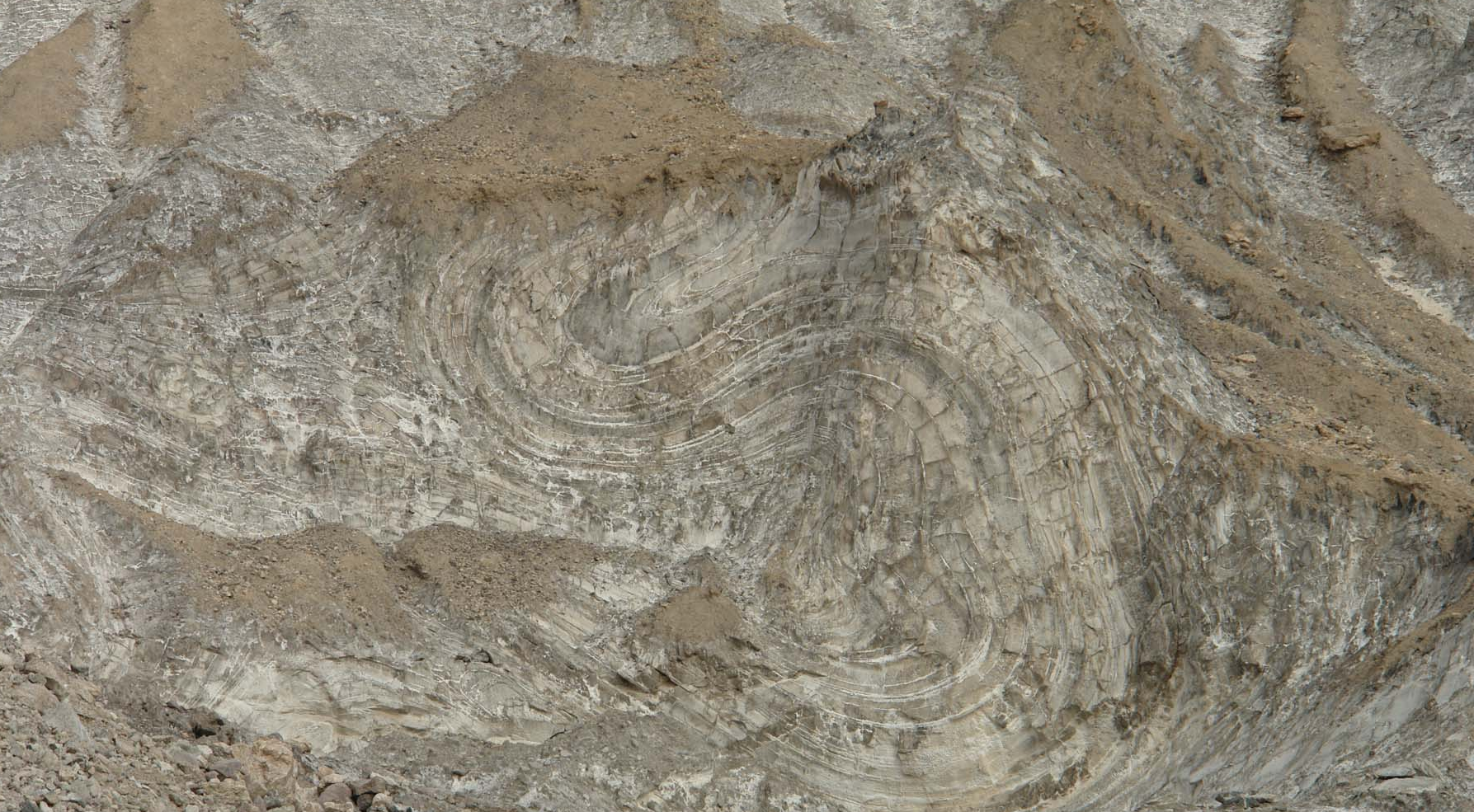
کوه نمک شاه علمدار

## ویژگی‌های انسانی[۸]
بنا بر سرشماری ۱۳۹۵ مرکز آمار ایران، دبیران با ۱۳۸۰۹ نفر جمعیت، دومین شهر بزرگ شهرستان زرین دشت پس از مرکز آن حاجی‌آباد (۲۰۵۰۱ نفر) است. از نظر قومیتی، دو قوم فارس و عرب و تعداد کمی بختیاری در این شهر ساکن هستند. اعراب ساکن در دبیران از ایل عرب جباره (از نوادگان صحابه حضرت محمد (ص)، جابر بن عبدالله انصاری) یکی از ایلات خمسه می‌باشند. تمامی تیره‌ها و قبایل ساکن در دبیران عشایر بوده‌اند که در ابتدای حکومت پهلوی در دوره رضاشاه در این منطقه یکجانشین شده‌اند.
مردمان این شهر از مرد و زن بچه و جوان بسیار سخت کوش و پرتلاش هستند و با توجه به اینکه جز کشاورزی و دامداری اشتغال دیگری رواج نداشته، باتوجه به خشکسالی‌های پی‌درپی، این افراد دست از کار نکشیده‌اند.
مردمان این شهر بسیار متدین و مذهبی هستند. به گونه ای که مراسم مذهبی از قبیل عزاداری تاسوعا و عاشورای سید الشهداء امام حسین (ع) و برادر بزرگوارش ابوالفضل العباس (ع) را گرامی داشته و باشکوه خاصی برگزار می‌کنند. همچنین در ایام اربعین عده زیادی به امامزاده شاه علمدار رفته و عزاداری و سینه زنی می‌کنند.
همچنین، مردم متدین این شهر ۳۰ شهید در راه اسلام و انقلاب فدا کرده‌اند.

## وضعیت اقتصادی و کشاورزی
تقریباً هیچ گونه صنعت مهمی در این شهر وجود ندارد و اقتصاد این شهر به کشاورزی، دامداری و فعالیت‌های تجاری وابسته است. در دهه اخیر تعداد زیادی از مردم این شهر به خرید و فروش انواع خودرو و بنگاه داری روی آورده‌اند که موفق شدند دراین زمینه نام دبیران را بگوش خریداران خودرو در استان و استان‌های همجوار برسانند.
مهم‌ترین محصولات کشاورزی در این شهر، جو، گندم و پنبه است. مشکل اصلی دشت دبیران برای کشاورزی، کم‌آبی است. کشاورزان آب را از عمق حدود ۲۰۰ متری زمین استخراج می‌کنند. خشکسالیهای اخیر و برداشت بی‌رویه آب از سفره‌های زیرزمینی، باعث پایین رفتن آب و خشک شدن برخی چاه شده و کشاورزی منطقه را دچار بحران کرده است.
یکی از سیاست‌های دولت برای مبارزه با پایین رفتن سفره‌های آب زیرزمینی، احداث بندهای خاکی است. احداث سد خاکی بر روی رودخانه فصلی بزرگ انگبینه، یکی از پروژه‌های بزرگ منطقه‌ای در خصوص آبخیزداری بوده است. 

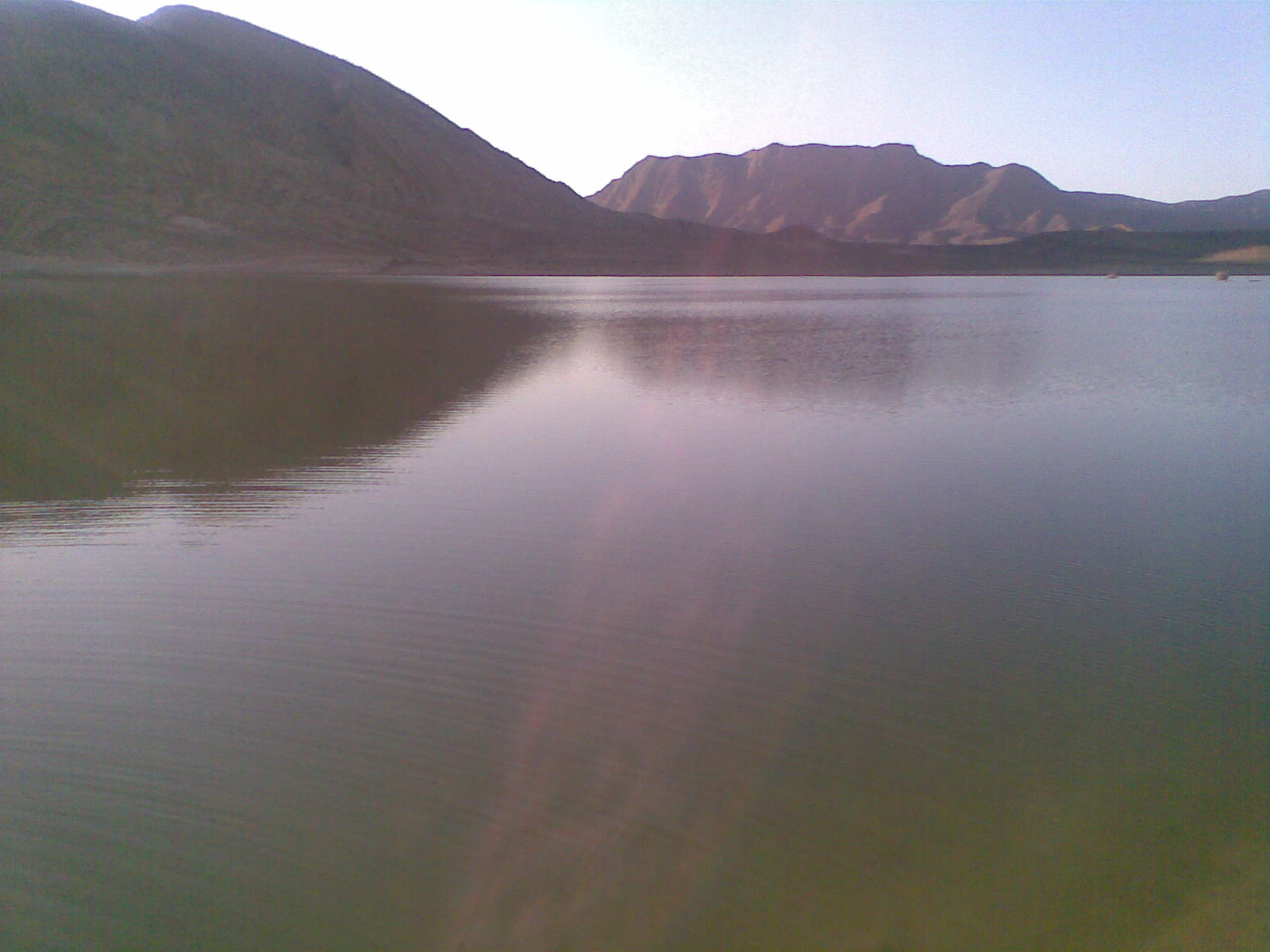
دریاچه سد انگبینه در ۱۳۹۰

## مراکز گردشگری

### امامزاده شاه علمدار

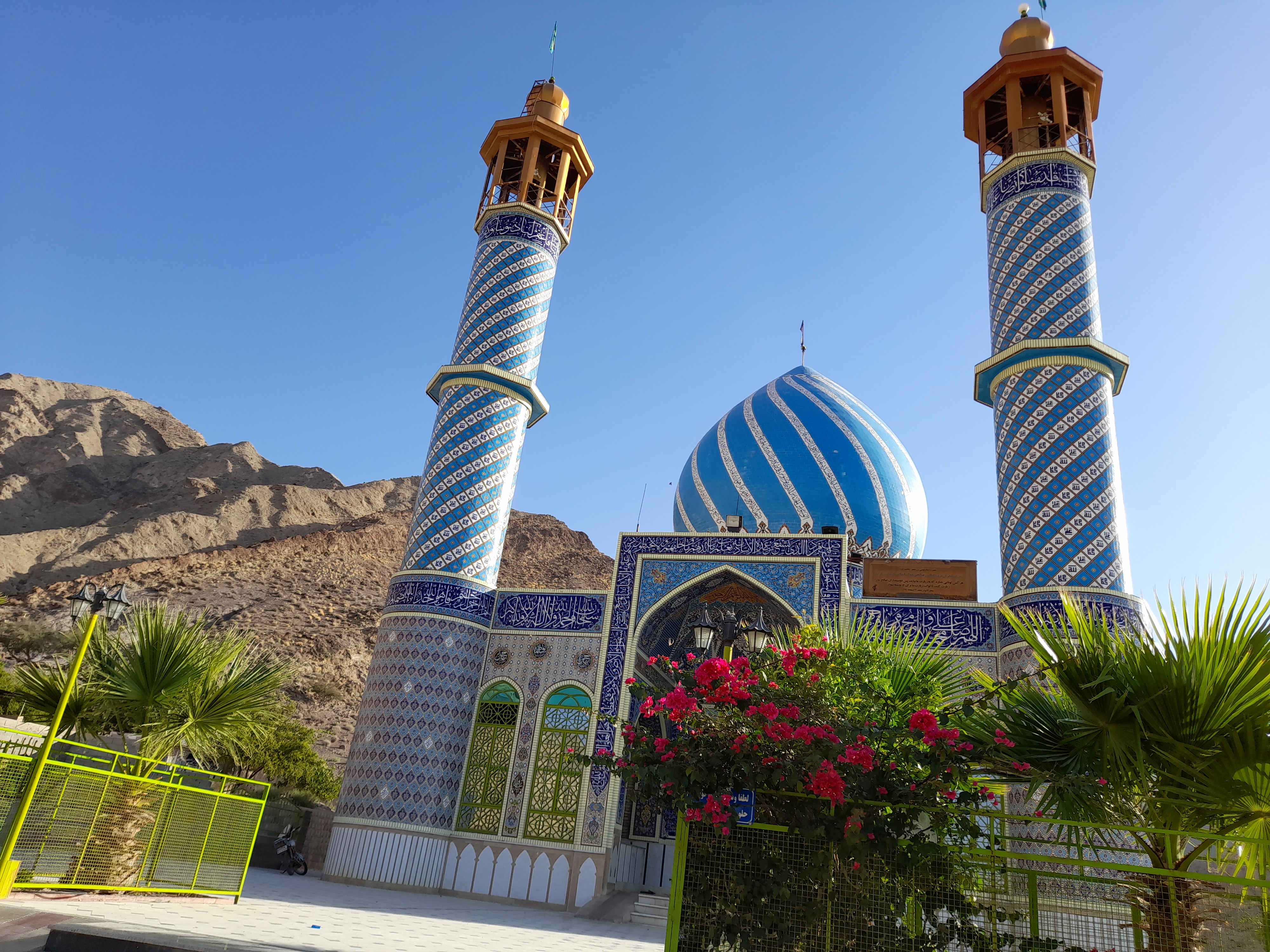
تصویر امامزاده شاه علمدار در سال ۱۴۰۰

شاه علمدار یکی از نوادگان امام موسی کاظم است که مقبره ایشان در ۸ کیلومتری جنوب دیبران و در دامنه کوهی بنام کوه نمک قرار دارد. این امامزاده در گذشته دارای معماری سنتی و خشتی و گلی بود اما از سال ۱۳۸۷ ساختمان امامزاده به وسیله مصالح بتونی و آهنی و آجر نوسازی شد. وجود چشمه آب، کُنارهای قدیمی همیشه سبز (کنار عزا) به همراه ارتفاعات زیبا با اشکال ژئومورفولوژی کارستیکی (آهکی)، زمینه مناسبی را برای گردشگری زیارتی و اکوتوریسم فراهم کرده است.

### چَک
تفرجگاهی در ۵ کیلومتری شمال غربی دبیران و در جاده دبیران ـ فسا (جاده در دست احداث است) است. وجود چشمه سار و رشته قنات به همراه نحوه هدایت و انتقال آب در صخره‌های کوهستانی (برش صخره به عمق سه متر برای عبور آب) و احداث آسیاب آبی بر رو آن و در کنار آن وجود تعدادی درخت نخل و کُنار منظره طبیعی زیبایی را خلق کرده است و هر ساله پذیرش دوستداران طبیت گردی (اکوتوریسم) در منطقه می‌باشد. به فاصله یک کیلومتری از این نقطه و در بالادست قنات، وجود رودخانه فصلی عریض این ناحیه به نام «هفت گولال» مقنیان و مهندسان سنتی این منطقه را بر آن داشته است تا برای عبور آب از این رودخانه یکی از دقیق‌ترین و زیباترین سازه‌های آبی سنتی در فلات مرکزی ایران خلق کنند. این سازه به گونه‌ای است که آب در کرانه رودخانه وارد یک چاه قیفی مانند شده که دهانه آن گشاد (به قطر یک متر) و عمق آن تنگ (به قطر ۵۰ سانتیمتر) و سپس از طریق کانال سفالی و ساروجی از زیر بستر رودخانه آب را به کرانه دیگر رودخانه می‌رساند. در اینجا آب به وسیله یک چاه دیگر همانند چاه قبلی اما با سطح ارتفاعی کمتر نسبت به چاه مقابل، آب را به سطح زمین می‌آورد. این سازه آبی در محل به «نر و لاس (ماده)» معروف است.

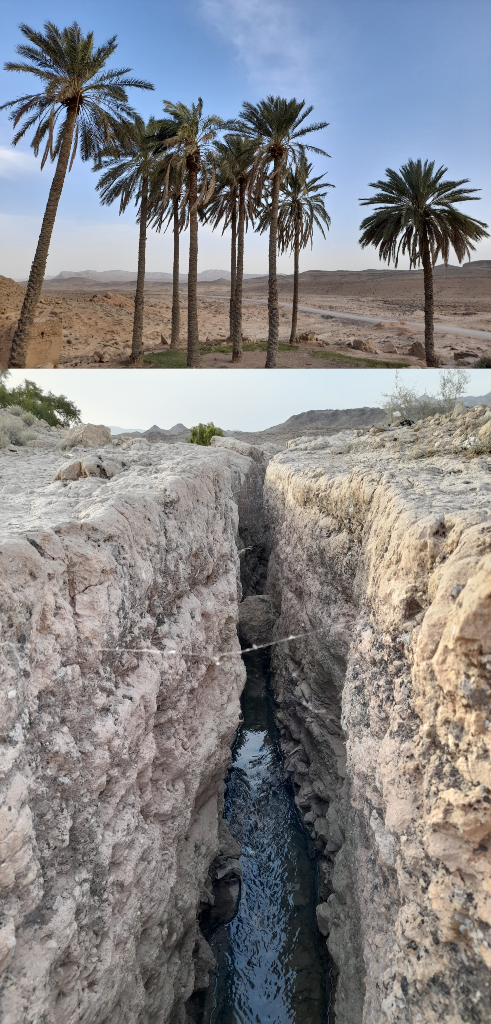
تفرجگاه چَک

### قلعه کهنه
قلعه کهنه، قلعه‌ای قدیمی است که از خشت و گل ساخته شده و در ۲ کیلومتری شمال شرقی دبیران قرار دارد. قدمت تاریخی این قلعه مشخص نیست و در کتاب‌های تاریخی نیامده است. اما این قلعه شباهت بسیاری با قلعه‌های موجود در منطقه سریزد شهر یزد دارد که قدمت آن‌ها مربوط به دوره ساسانیان و برخی از آن‌ها مربوط به دوره صفویه است.

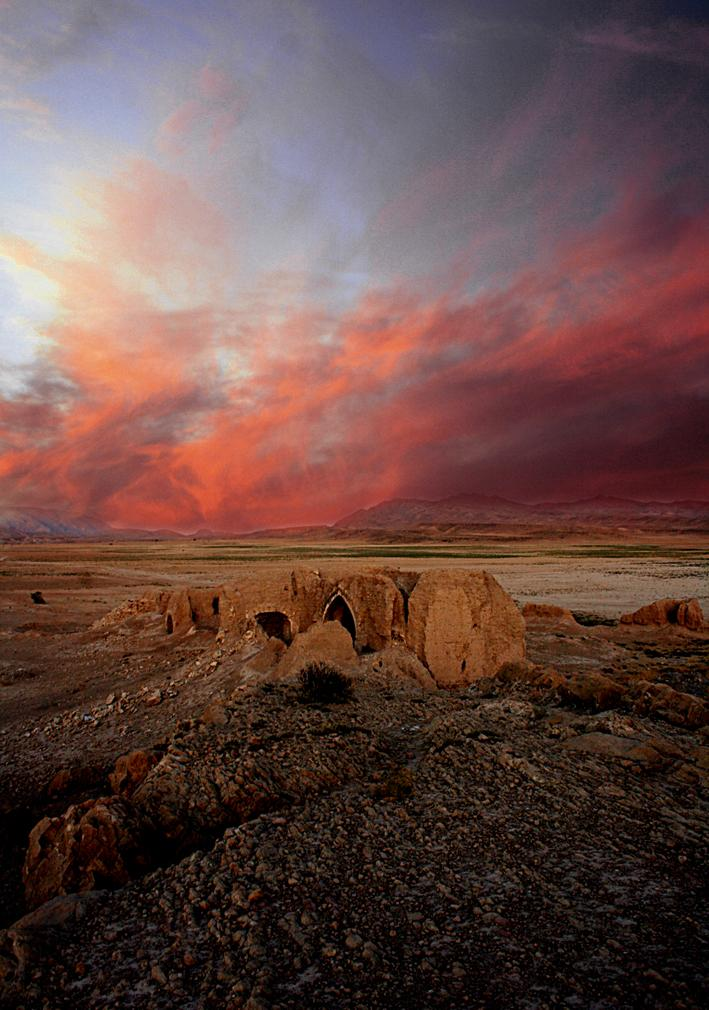
قلعه تاریخی شهر دبیران (قلعه کهنه)

## تاریخچه
تاریخ مدونی از شهر دبیران وجود ندارد و آنچه موجود است تاریخ شفاهی و روایی مردمی است. آنچه که مشخص است این است که دبیران فعلی حاصل سیاست‌های یکجانشینی و تخت قاپو رضاخانی است، هرچند سنگ نوشته‌ها و حکاکی‌هایی که در حوالی شهر مشاهده می‌شود و گفته باستان شناسان از زمان ساسانیان در این حوالی آبادی وجود داشته. محرومیت، عقب ماندگی و بی‌توجهی به هویتهای فرهنگی و دینی، مردم دبیران را بر آن داشت که همگام با مردم سایر شهرهای ایران علیه رژیم استبدادی پهلوی به پا خیزند. بر این اساس، در ایام بهمن ۵۷ درگیریهای پیش آمده بین نیروهای مردمی و نیروهای امنیتی در جلو محوطه پاسگاه دبیران در روزهای قبل از پیروزی انقلاب اسلامی، منجر شهادت حسین مرادی از اهالی این شهر شد. از این رو، شهید حسین مرادی، نخستین شهید شهرستان‌های زرین دشت و داراب لقب گرفت.
یکی از حوادث مهمی که در شهر دبیران روی داده است وقوع دو زلزله در شامگاه پنجشنبه ۱۸ تیرماه ۱۳۸۲ش به قدرت ۵/۶ و ۵/۸ ریشتر بوده است که به منازل مسکونی و بافت خشت و گلی این شهر خسارت جدی وارد کرد. تاکنون شهرداری دبیران سه شهردار به خود دیده است. نخستین شهردار حمید کشتکار (۱۳۸۶ تا ۱۳۸۲) و دومین شهردار یاسر شریعتی (۱۳۹۲–۱۳۸۶) بوده است. سومین شهردار دبیران عبدالحسین هاشمی بوده است (۱۳۹۲_۱۳۹۶)
چهارمین شهردار هم مجدداً یاسر شریعتی بوده است (۱۳۹۷_۱۴۰۰)
نمای شهر دبیران
گالری تصاویر